# Momotus
Genre
Le genre Momotus comporte 7 espèces d'oiseaux néotropicaux dont le nom vernaculaire est Motmots.

## Liste des espèces
D'après la classification de référence (version 5.1, 2015) du Congrès ornithologique international (ordre phylogénique) :
- Momotus mexicanus – Motmot à tête rousse
- Momotus coeruliceps – Motmot à tête bleue
- Momotus lessonii – Motmot de Lesson
- Momotus subrufescens – Motmot caraïbe
- Momotus bahamensis – Motmot de Trinidad
- Momotus momota – Motmot houtouc
- Momotus aequatorialis – Motmot d'Équateur